# Prospect (Louisiane)
Pour les articles homonymes, voir Prospect.
Prospect est une census-designated place de la paroisse de Grant, en Louisiane, aux États-Unis. 